# Порта-Ардеатина
Порта Ардеатина (лат. Porta Ardeatina) — колишня міська брама у Авреліанівому мурі в Римі, збудована між 271 та 275 роками.

## Історія
Знаходилися у південній частині мупу на тому місці де починалася дорога у Ардею — Via Ardeatina. 
У 1538 році ця частина муру і, можливо, сама брама зруйновані під час будівництва бастіону Антоніо да Сангалло. Досі залишилися лише непрямі свідчення у вигляді малюнків та схем про існування там міської брами. За свідченням Браччоліні Поджо, на брамі були надписи з іменем римського імператора Гонорія, який провів реконструкцію римських міських брам.
Невеличкий отвір в Авреліанівому мурі, що залишився досі, очевидно, не може підпадати під критерії величини та значення міських брам Рима.